# Parazoanthus swiftii
Parazoanthus swiftii är en korallart som först beskrevs av Duchassaing och Giovanni Michelotti 1860.  Parazoanthus swiftii ingår i släktet Parazoanthus och familjen Parazoanthidae. Inga underarter finns listade i Catalogue of Life.